# Памятник бронепоезду
Памятник бронепоезду (исп. Tren Blindado) — национальный памятник, мемориальный парк и музей, посвящённый кубинской революции. Располагается в городе Санта-Клара, Куба. Он был создан в память о событиях 29 декабря 1958 года во время битвы при Санта-Кларе кубинским скульптором Хосе Деларра.

## Расположение
Памятник находится на проспекте Либерасьон (исп. Avenida Liberación) возле железнодорожного переезда. Вблизи памятника находятся и другие скульптуры, а также обелиска, посвященного Че Геваре, и памятника бульдозеру, который использовался Че Геварой и его солдатами для срыва поезда с рельсов.

## В кинематографе
События, связанные с памятником, были изображены как минимум в двух крупных студийных фильмах:
- Куба, американский фильм 1979 года[4].
- Че (Часть 1: Аргентина), фильм 2008 года, над созданием которого трудились специалисты из США, Франции, Испании.